# Scott Kennedy
Scott Fitzgerald Kennedy (Calgary, 31 marzo 1997) è un calciatore canadese, difensore dell'Eupen e della nazionale canadese.

## Caratteristiche tecniche
È un difensore centrale.

## Carriera

### Club
Nato a Calgary, si trasferisce a 18 anni in Germania dove inizia a giocare per il club amatoriale del Traunstein; successivamente si trasferisce in Austria dove milita nelle serie inferiori con le maglie di Amberg, Grödig ed Austria Klagenfurt. Nel 2020 fa ritorno in Germania al Jahn Ratisbona.

### Nazionale
Il 9 giugno 2021 debutta con la nazionale canadese giocando da titolare l'incontro di qualificazione per i mondiali contro il Suriname.

## Statistiche

### Presenze e reti nei club
Statistiche aggiornate al 19 ottobre 2022.
| Stagione                  | Squadra                   | Campionato                | Campionato | Campionato | Coppe nazionali | Coppe nazionali | Coppe nazionali | Coppe continentali | Coppe continentali | Coppe continentali | Altre coppe | Altre coppe | Altre coppe | Totale | Totale | Totale |
| Stagione                  | Squadra                   | Comp                      | Pres       | Reti       | Comp            | Pres            | Reti            | Comp               | Pres               | Reti               | Comp        | Pres        | Reti        | Pres   | Reti   |        |
| ------------------------- | ------------------------- | ------------------------- | ---------- | ---------- | --------------- | --------------- | --------------- | ------------------ | ------------------ | ------------------ | ----------- | ----------- | ----------- | ------ | ------ | ------ |
| 2017-2018                 | Grödig                    | RL                        | 24         | 4          | CA              | 2               | 0               |                    | -                  | -                  |             | -           | -           | 26     | 4      |        |
| 2018-2019                 | Austria Klagenfurt        | 1L                        | 29         | 3          | CA              | 2               | 0               |                    | -                  | -                  |             | -           | -           | 31     | 3      |        |
| 2019-2020                 | Austria Klagenfurt        | 1L                        | 9          | 0          | CA              | 0               | 0               |                    | -                  | -                  |             | -           | -           | 9      | 0      |        |
| Totale Austria Klagenfurt | Totale Austria Klagenfurt | Totale Austria Klagenfurt | 38         | 3          |                 | 2               | 0               |                    | -                  | -                  |             | -           | -           | 40     | 3      |        |
| 2020-2021                 | Jahn Ratisbona            | 2L                        | 22         | 0          | CG              | 3               | 1               |                    | -                  | -                  |             | -           | -           | 25     | 1      |        |
| 2021-2022                 | Jahn Ratisbona            | 2L                        | 23         | 2          | CG              | 1               | 0               |                    | -                  | -                  |             | -           | -           | 24     | 2      |        |
| 2022-2023                 | Jahn Ratisbona            | 2L                        | 11         | 0          | CG              | 1               | 0               |                    | -                  | -                  |             | -           | -           | 12     | 0      |        |
| Totale Regensburg         | Totale Regensburg         | Totale Regensburg         | 56         | 2          |                 | 5               | 1               |                    | -                  | -                  |             | -           | -           | 61     | 3      |        |
| Totale carriera           | Totale carriera           | Totale carriera           | 118        | 9          |                 | 9               | 1               |                    | -                  | -                  |             | -           | -           | 127    | 10     |        |

### Cronologia presenze e reti in nazionale
| Cronologia completa delle presenze e delle reti in nazionale ― Canada | Cronologia completa delle presenze e delle reti in nazionale ― Canada | Cronologia completa delle presenze e delle reti in nazionale ― Canada | Cronologia completa delle presenze e delle reti in nazionale ― Canada | Cronologia completa delle presenze e delle reti in nazionale ― Canada | Cronologia completa delle presenze e delle reti in nazionale ― Canada | Cronologia completa delle presenze e delle reti in nazionale ― Canada | Cronologia completa delle presenze e delle reti in nazionale ― Canada |
| Data                                                                  | Città                                                                 | In casa                                                               | Risultato                                                             | Ospiti                                                                | Competizione                                                          | Reti                                                                  | Note                                                                  |
| --------------------------------------------------------------------- | --------------------------------------------------------------------- | --------------------------------------------------------------------- | --------------------------------------------------------------------- | --------------------------------------------------------------------- | --------------------------------------------------------------------- | --------------------------------------------------------------------- | --------------------------------------------------------------------- |
| 9-6-2021                                                              | Bridgeview                                                            | Canada                                                                | 4 – 0                                                                 | Suriname                                                              | Qual. Mondiali 2022                                                   | -                                                                     |                                                                       |
| 12-6-2021                                                             | Port-au-Prince                                                        | Haiti                                                                 | 0 – 1                                                                 | Canada                                                                | Qual. Mondiali 2022                                                   | -                                                                     |                                                                       |
| 15-6-2021                                                             | Bridgeview                                                            | Canada                                                                | 3 – 0                                                                 | Haiti                                                                 | Qual. Mondiali 2022                                                   | -                                                                     |                                                                       |
| 2-9-2021                                                              | Toronto                                                               | Canada                                                                | 1 – 1                                                                 | Honduras                                                              | Qual. Mondiali 2022                                                   | -                                                                     | 86’                                                                   |
| 5-9-2021                                                              | Nashville                                                             | Stati Uniti                                                           | 1 – 1                                                                 | Canada                                                                | Qual. Mondiali 2022                                                   | -                                                                     | 58’                                                                   |
| 27-1-2022                                                             | San Pedro Sula                                                        | Honduras                                                              | 0 – 2                                                                 | Canada                                                                | Qual. Mondiali 2022                                                   | -                                                                     | 80’                                                                   |
| 2-2-2022                                                              | San Salvador                                                          | El Salvador                                                           | 0 – 2                                                                 | Canada                                                                | Qual. Mondiali 2022                                                   | -                                                                     |                                                                       |
| 27-3-2022                                                             | Toronto                                                               | Canada                                                                | 4 – 0                                                                 | Giamaica                                                              | Qual. Mondiali 2022                                                   | -                                                                     |                                                                       |
| 25-3-2023                                                             | Willemstad                                                            | Curaçao                                                               | 0 – 2                                                                 | Canada                                                                | CONCACAF Nations League 2022-2023 - 1º turno                          | -                                                                     |                                                                       |
| 28-3-2023                                                             | Toronto                                                               | Canada                                                                | 4 – 1                                                                 | Honduras                                                              | CONCACAF Nations League 2022-2023 - 1º turno                          | -                                                                     | 62’                                                                   |
| 15-6-2023                                                             | Paradise                                                              | Panama                                                                | 0 – 2                                                                 | Canada                                                                | CONCACAF Nations League 2022-2023 - Semifinale                        | -                                                                     | 69’                                                                   |
| 18-6-2023                                                             | Paradise                                                              | Canada                                                                | 0 – 2                                                                 | Stati Uniti                                                           | CONCACAF Nations League 2022-2023 - Finale                            | -                                                                     | 15’ 61’                                                               |
| 4-7-2023                                                              | Toronto                                                               | Canada                                                                | 4 – 2                                                                 | Cuba                                                                  | Gold Cup 2023 - 1º turno                                              | -                                                                     | 69’                                                                   |
| 9-7-2023                                                              | Cincinnati                                                            | Stati Uniti                                                           | 2 – 2 dts (3 – 2 dtr)                                                 | Canada                                                                | Gold Cup 2023 - Quarti di finale                                      | -                                                                     | 90’                                                                   |
| Totale                                                                |                                                                       | Presenze                                                              | 14                                                                    |                                                                       | Reti                                                                  | 0                                                                     |                                                                       |